# Sievertsche Tongrube

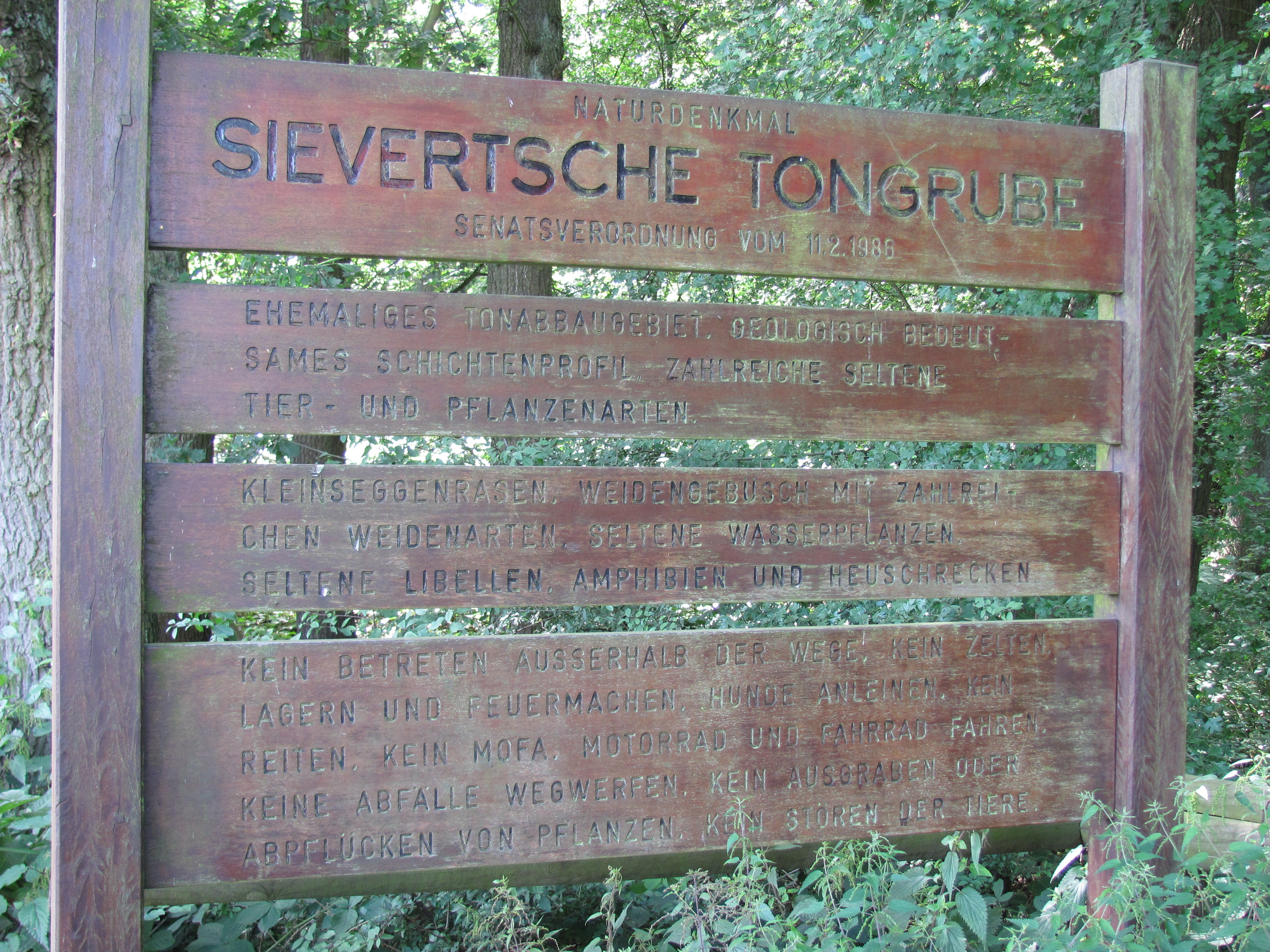
Eingangsschild

Die Sievertsche Tongrube ist ein etwa 10 Hektar großes Naturdenkmal und Geotop in Hamburg-Hummelsbüttel.

## Geschichte
Die Tongrube gehörte zu einer 1898 errichteten Ziegelei am heutigen Poppenbütteler Weg (Ring 3) und dem Abzweig des Hummelsbütteler Wegs. Während des Zweiten Weltkriegs wurde sie zwischenzeitlich stillgelegt, der Konkurs der Ziegelei Ende der 1950er Jahre führte zur endgültigen Stilllegung. Durch Senatsverordnung vom 11. Februar 1986 wurde die Tongrube zum Naturdenkmal erklärt, um ihre besondere geologische Bedeutung erhalten zu können sowie die vielfältigen Tier- und Pflanzenarten zu schützen.

## Geologie

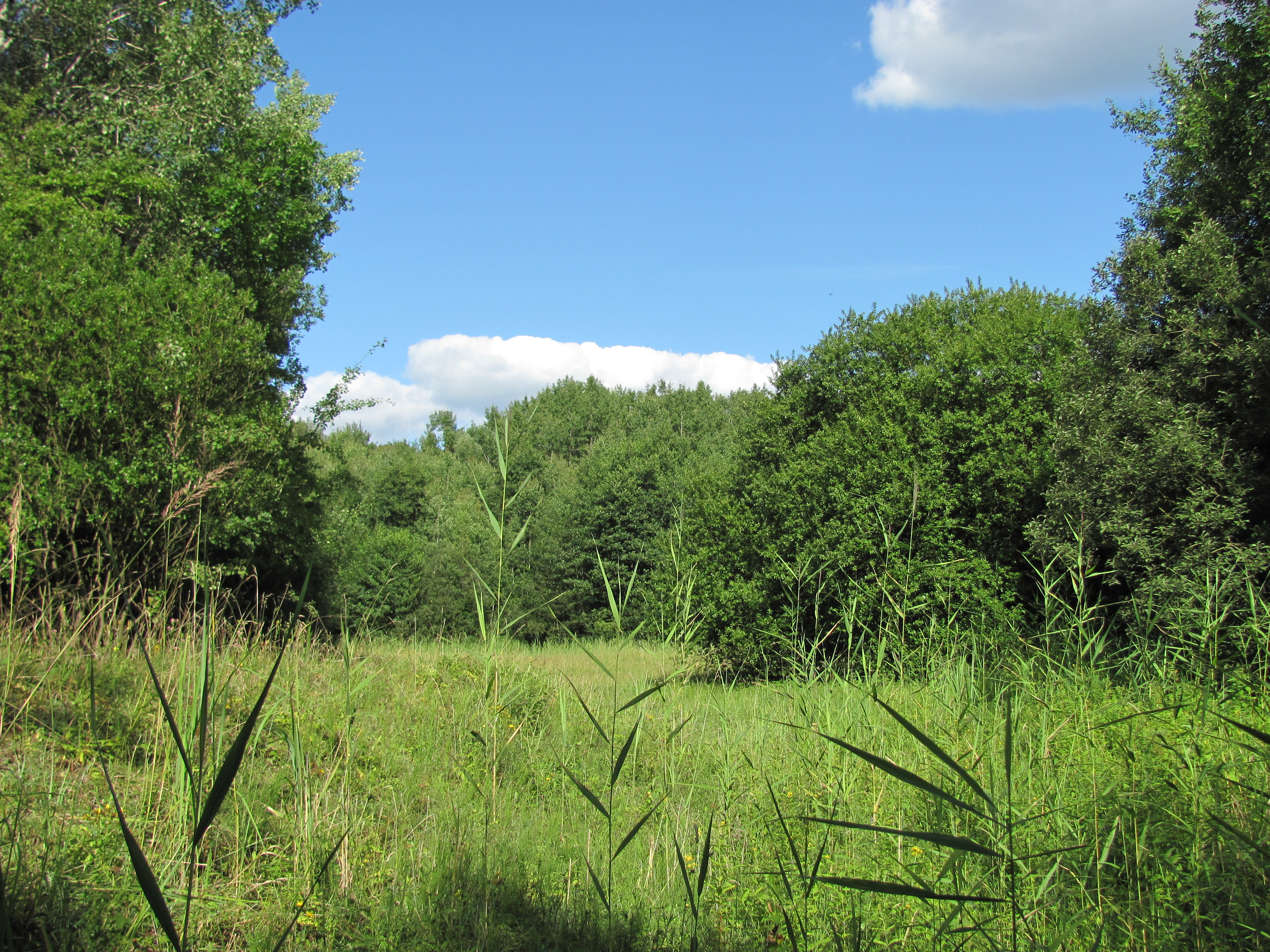
Freifläche in der Tongrube

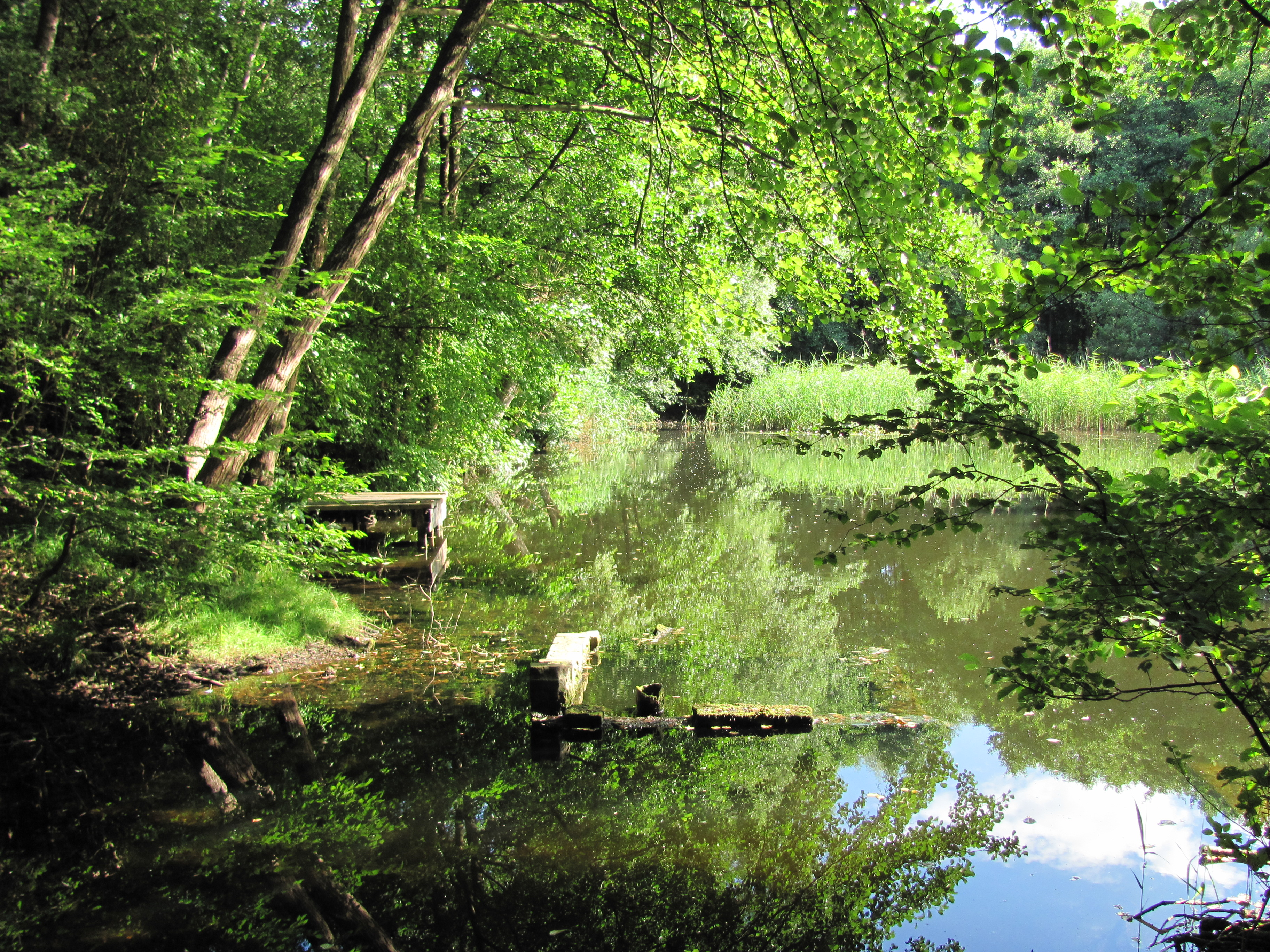
Teich mit teilweise verfallenen Stegen

In der Sievertschen Tongrube befindet sich ein wichtiger Aufschluss mariner und limnischer Ablagerungen der Holstein-Warmzeit, der vorletzten Warmzeit vor der heutigen. Während die Ablagerungen des Holstein-Meeres, des letzten Meeres, das die Fläche von Hamburg bedeckte, meist von jüngeren Schichten bedeckt sind und nur durch Bohrungen erreicht werden können, wurden sie im Bereich der Tongrube durch die Gletscher der letzten Eiszeit gestaucht und bis an die Geländeoberfläche gefaltet. Die vollständige Schichtenfolge lässt die Elster-Kaltzeit (mit Lauenburger Ton) über die Süßwasserablagerungen der nachfolgenden Warmzeit bis zur Überflutung durch das Holstein-Meer nachvollziehen. Anhand mikropaläontologischer Untersuchungen dieser Schichten konnten Erkenntnisse zur Klimaentwicklung und Transgression im Quartär gewonnen werden.
Das Geotop, das sich an der südlichen Abbauwand der Tongrube befindet, wurde nach seiner Untersuchung mit einer Bodenschicht abgedeckt, um Beschädigungen zu verhindern. Besuchern der Tongrube bleibt der Aufschluss daher verborgen.

## Flora und Fauna
Auf den kalkhaltigen Rohböden der ehemaligen Tongrube entwickelte sich eine besondere Pflanzenwelt. So finden sich auf einer kleinen Freifläche im südlichen Teil der Grube verschiedene Kleinseggen-Arten, Tausendgüldenkraut (Centaurium), Nickender Löwenzahn (Leontodon saxatilis), Steinbeere (Rubus saxatilis), Augentrost (Euphrasia) und Teufelsabbiss (Succisa pratensis). Diese Freifläche wird vom Botanischen Verein zu Hamburg betreut. Im nördlichen Teil der Grube, die etwas tiefer liegt, befindet sich ein kleiner Teich. Hier ist eines von zwei Vorkommen der Schwarzwerdenden Weide (Salix myrsinifolia) in Hamburg, auch die Breitblättrige Sitter (Epipactis helleborine) kommt vor. Am Teich sind verschiedene Libellenarten beheimatet, darunter das Große Granatauge (Erythromma najas) und die Große Königslibelle (Anax imperator).

## Zugang zur Tongrube
Die Tongrube wird durch einige unbefestigte, häufig feuchte Pfade erschlossen, die nicht verlassen werden dürfen. Der Hauptzugang befindet sich an der Straße Eekbalken auf der Südseite. Weitere Zugänge gibt es am Poppenbütteler Weg auf der Nord- und vom Hummelsbütteler Weg bzw. der Gösselkoppel auf der Westseite.